# Râul Padina cu Apă
Râul Padina cu Apă este un afluent al râului Poarta. 

## Hărți
- Harta județului Brașov